# Triclonella aglaogramma
Triclonella aglaogramma är en fjärilsart som beskrevs av Edward Meyrick 1931. Triclonella aglaogramma ingår i släktet Triclonella och familjen brokmalar, Momphidae. Inga underarter finns listade i Catalogue of Life.